# پرچم (ترانه)
پرچم نام تک‌آهنگی از رضا یزدانی است که در سال ۱۳۹۳ منتشر شد. این ترانه در حمایت از کاروان ورزشی ایران در بازی‌های آسیایی ۲۰۱۴ اجرا شد. ترانه سرای اثر مهدی ایوبی و آهنگساز و تنظیم‌کننده آن محمدرضا چراغعلی است.

## بخشی از متن ترانه
از این پرچم جهان آغاز میشه
از این پرچم که اشکاتو پوشونده
چه حالی داری حالا که یه ملت سرود ملیشو همرات خونده
چه حالی داری حالا که یه ملت به افتخار تو بلند میشه
حالا که کوچه‌های سرزمینت به عشق تو پر از لبخند میشه